# Simulium weyeri
Simulium weyeri är en tvåvingeart som beskrevs av Garms och Hausermann 1968. Simulium weyeri ingår i släktet Simulium och familjen knott.
Artens utbredningsområde är Tanzania. Inga underarter finns listade i Catalogue of Life.